# Cueva La Rogería
Cueva La Rogería este o arie protejată (arie specială de conservare — SAC, sit de importanță comunitară — SCI) din Spania întinsă pe o suprafață de 112,28 ha, integral pe uscat.

## Localizare
Centrul sitului Cueva La Rogería este situat la coordonatele 43°23′38″N 4°07′31″W / 43.394°N 4.1254°V.

## Înființare
Situl Cueva La Rogería a fost declarat sit de importanță comunitară în februarie 1999 pentru a proteja 6 specii de animale. Situl a fost protejat și ca arie specială de conservare în aprilie 2019.

## Biodiversitate
Situată în ecoregiunea atlantică, aria protejată conține 1 habitat natural: Lande oro-mediteraneene cu formațiuni endemice de grozamă.
La baza desemnării sitului se află mai multe specii protejate:
- mamifere (5): liliac cu aripi lungi (Miniopterus schreibersii), liliac cu urechi de șoarece (Myotis blythii), liliac comun (Myotis myotis), liliacul mediteranean cu potcoavă (Rhinolophus euryale), liliacul mare cu potcoavă (Rhinolophus ferrumequinum)
- nevertebrate (1): rădașcă (Lucanus cervus)